# Palicourea chrysotricha
Palicourea chrysotricha là một loài thực vật có hoa trong họ Thiến thảo. Loài này được (Zahlbr.) Standl. mô tả khoa học đầu tiên năm 1936.